# Los Martínez
Los Martínez son un dúo cómico y musical formado por Álex Martínez y Alfonso Martínez. Son conocidos por sus espectáculos teatrales y sus vídeos en internet.

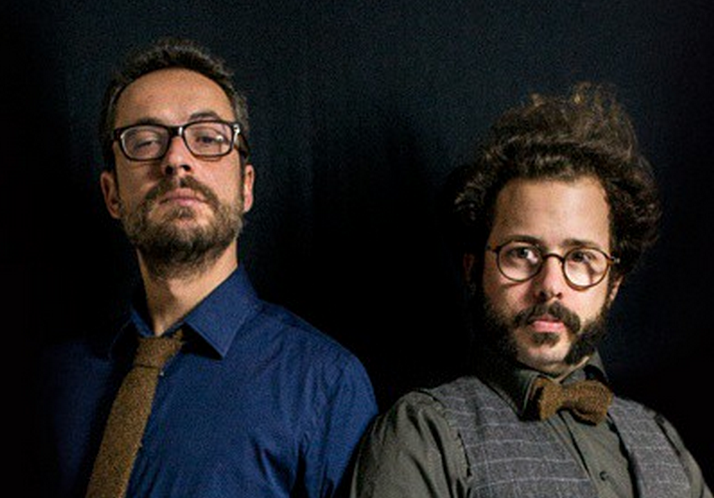
LosMartinez

## Orígenes
Los Martínez nacen como dúo en el año 2007, en Barcelona. Álex y Alfonso Martínez se conocieron en el mundo de la noche barcelonesa, presentados por su amigo en común Rafa Pons, decidieron componer canciones cómicas y cantarlas en las jams sessions que tenían lugar por aquel entonces en la Sala Monasterio, un sótano cercano a la Barceloneta. 
La primera propuesta profesional llega en 2009, cuándo presentaron su primer espectáculo teatral 'Posavasos'.

## Espectáculos teatrales

### Posavasos (2009-2013)
'Posavasos' fue el primer espectáculo de Los Martínez. Nació casi por accidente con la voluntad de darle sentido a todas las canciones que el dúo tenía compuestas. 'Posavasos' contaba el ascenso a la fama de dos hermanos freaks y forjó el estilo humorístico del dúo. Se estrenó en el Café Teatre Llantiol de Barcelona y fue evolucionando hasta 2013, año en el que terminó de respresentarse en el BARTS, antiguo Arteria Paral·lel de Barcelona.

### Detectives Martínez (2014-2015)
Comedia Musical que se estrenó el 27 de abril de 2014 en el Teatre Joventut de L'Hospitalet y sigue representándose en la actualidad en el Teatre del Raval. Narra la historia de dos Detectives que intentan resolver un asesinato y cuenta con la voz en off de Berto Romero y las colaboraciones de Loulogio, Enzo Vizcaíno, Toni Nievas y Tomás Fuentes.
En ambos espectáculos están acompañados sobre el escenario por Joan Berenguer, pianista y productor musical.

## Televisión
El dúo ha aparecido en distintos programas de televisión como Buenafuente, El club de la comedia, Etiquetats o En el aire.

## Radio
Estuvieron como guionistas y colaboradores en el programa Via lliure a l'estiu de RAC1 los años 2011 y 2012.